# یوهان باپتیست مارتینلی
 یوهان بپتیست مارتینلی (انگلیسی: Johann Baptist Martinelli؛ ۸ فوریهٔ ۱۷۰۱ – ۲۱ ژوئن ۱۷۵۴) یک معمار اهل اتریش بود. 